# Erikas Kaliničenko
Erikas Kaliničenko (nacido el 2 de junio de 1997 en Marijampolė, Lituania), es un jugador de baloncesto de nacionalidad lituana. Con una altura oficial de 1,96 metros, juega en la posición de ala pivot haciéndolo actualmente en el Cáceres Patrimonio de la Humanidad de Segunda FEB.

## Trayectoria
Es un alero nacido en Lituania pero formado en España, en concreto en categoría infantil en el CB Torrevieja, pasando a la siguiente campaña, ya en edad cadete, al CB Montemar. En la temporada 2013-2014, fue fichado por el CB Lucentum Alicante, que lo tuvo en su cantera jugando en el tercer equipo junior.
En temporada 2014-15, disputa la Primera División Nacional Masculina de la Región de Murcia con el CB Murcia. 
En la temporada 2015-16, forma parte del equipo del UCAM Murcia CB "B" en la Liga EBA.
En la temporada 2016-17, firma por el Club Baloncesto Villarrobledo de la Liga EBA por dos temporadas. En su segunda temporada promedió 8 minutos de juego donde aportó 2,1 puntos por encuentro.
El 28 de febrero de 2018, firma por el CB Cazorla Jaén Paraíso Interior de la Liga EBA, con el que disputó 9 partidos de la fase regular donde disfrutó de 18 minutos para sumar 6,4 puntos por encuentro.
El 20 de junio de 2018, firma por el Melilla Sport Capital Enrique Soler de la Liga EBA, llegando a disputar 12 encuentros con el primer equipo en LEB Oro. 
El 18 de septiembre de 2019, firma por el Club Deportivo UDEA Baloncesto de la Liga LEB Plata, registrando 10.2 puntos y 2.6 rebotes de media en la temporada 2019/20.
E1 15 de agosto de 2020, regresa al Melilla Sport Capital Enrique Soler de la Liga LEB Plata. En 2020/21 promedia 11.5 puntos y 2.5 rebotes. 
En la temporada 2021-22 firma por el Club Baloncesto Zamora de la Liga LEB Plata. En dicha campaña firma promedios de 12.5 puntos, 2.6 rebotes y 42% en tiros de tres. En 2022-23 permanece en el equipo zamorano, con el que registra 11.2 puntos y 3.7 rebotes. 
El 1 de julio de 2023, firma por el Club Bàsquet Sant Antoni de la Liga LEB Plata, disputando únicamente tres partidos con el club ibicenco. El 3 de enero de 2024 firma de nuevo por el Club Baloncesto Zamora de la Liga LEB Plata, donde contribuye al ascenso a LEB Oro aportando 6.8 puntos y 2.2 rebotes y siendo decisivo en el partido de vuelta de la final en el que anotó cuatro triples en apenas 13 minutos de juego.
En agosto de 2024 firma con el Cáceres Patrimonio de la Humanidad, de Segunda FEB (nueva denominación de la Liga LEB Plata). No pudo completar la temporada debido a una grave lesión (rotura del ligamento cruzado anterior), causando baja tras haber disputado 19 partidos en los que promedió 13.7 puntos (máximo anotador del equipo) y 4.8 rebotes.
A pesar de encontrarse lesionado, fue renovado por el Cáceres Patrimonio de la Humanidad para la temporada 2025-26.